# Крамериус, Вацлав Матей
Вацлав Матей Крамериус (чеш. Václav Matěj Kramerius; 9 февраля 1753, Клатови, Богемия, Австрийская империя (ныне Пльзенского края Чехии) — |22 марта 1808, Прага) — чешский писатель, публицист, журналист и издатель. Один из самых видных деятелей Чешского национального Возрождения.

## Биография
Окончил иезуитскую школу в Клатови, затем в 1778—1780 изучал философию и право в Пражском университете. Во время учебы подрабатывал на жизнь занимаясь каталогизацией библиотек богемской знати, которые дали ему доступ к старинным чешским книгам.
Работал в качестве журналиста в «Pražské poštovské noviny» — первой газете, издававшейся с 1719 на чешском языке. С 1784 стал её редактором.
В 1790 году основал собственное издательство и открыл книжный магазин «Чешская экспедиция», который и стал центром чешской литературной богемы.
В 1791 основал собственную газету «Krameriusovy c.k. vlastenecké noviny» (Крамериусовы властенецке новины), где печаталась самая различная информация, но особое место отводилось чешской культуре. На её страницах велась кампания в защиту чешского языка, за расширение сферы его употребления. Большинство чешских книг того времени были опубликованы в его газете. Сам Крамериус написал около 80 книг (наиболее успешными были его календари для крестьян).
Газета пользовалась среди чехов огромной популярностью, она издавалась и после смерти Крамериуса, вплоть до 1825 года.

## Избранная библиография
- Nový kalendář tolerancí (1787—1798)
- Noví čeští zpěvové pro krásné pohlaví ženské
- Laudonův život a jeho hrdinští činové
- Vypsání ukrutné smrti Marie Antonie, královny francouzské
- Zrcadlo šlechetnosti
- Mravové šlechetných dítek
- Cvičení dítek jednoho každého stavu, item příkladové a básně dítkám k dobrému naučení
- Čarodějnice Megera
- Rozličné povídačky k poučení a obveselení